# Zavodice
Zavodice este o localitate din comuna Nazarje, Slovenia, cu o populație de 45 de locuitori.